# Neurochirurgia

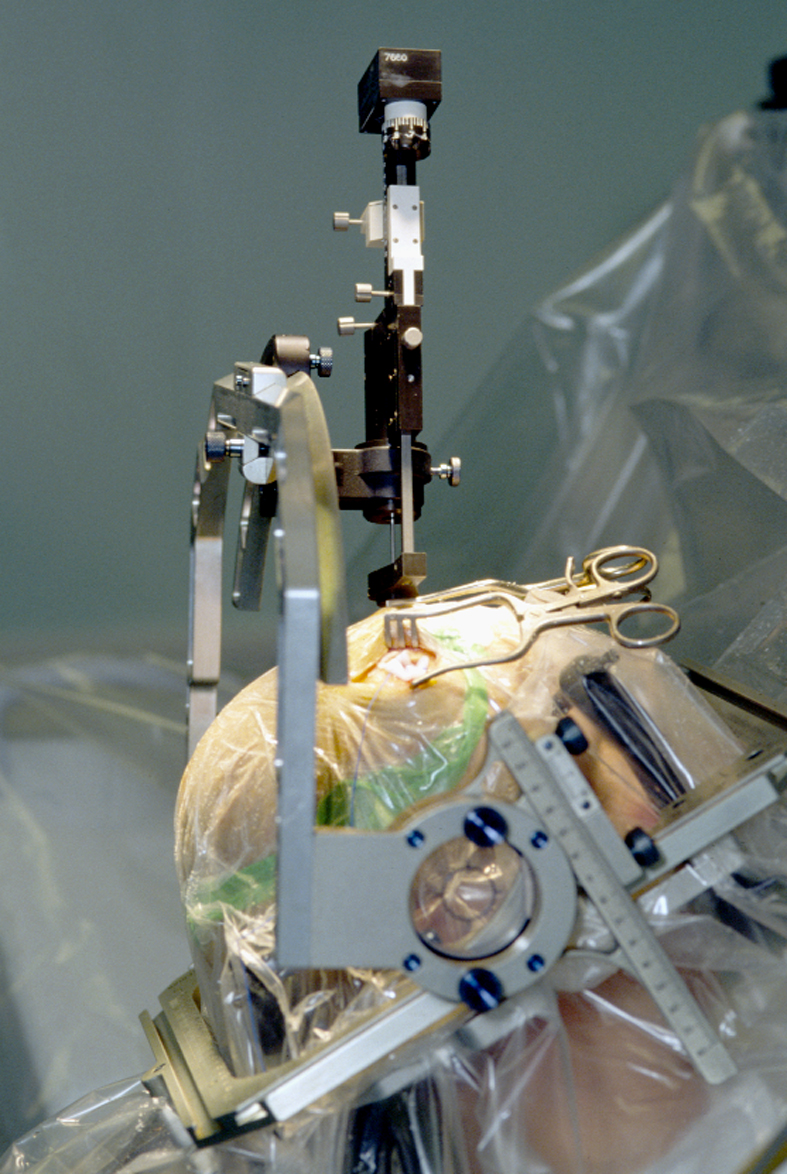
Przykład zabiegu neurochirurgicznego – założenia elektrody do stymulacji mózgu u chorego z chorobą Parkinsona

Neurochirurgia – dziedzina medycyny zajmująca się diagnostyką i leczeniem operacyjnym chorób układu nerwowego. W obszarze zainteresowania neurochirurgii znajdują się: mózgowie, rdzeń kręgowy, nerwy obwodowe oraz układ naczyniowy, zaopatrujący te struktury.
Termin „neurosurgery” został użyty po raz pierwszy w języku angielskim w 1904 roku w tytule artykułu w „Alienist and Neurologist”, Neurosurgery: Trigeminal Neuralgia Treated by Intraneural Injections of Osmic Acid.
W różnych krajach istnieją różne uwarunkowania prawne co do indywidualnego praktykowania neurochirurgii oraz odmienne programy kształcenia przyszłych neurochirurgów. W większości państw minimalny okres przygotowania lekarza po studiach do samodzielnej pracy w charakterze neurochirurga wynosi od 6 do 7 lat. W Polsce szkolenie specjalizacyjne z neurochirurgii trwa 6 lat. Konsultantem krajowym neurochirurgii od 7 czerwca 2019 jest prof. dr hab. Tomasz Trojanowski.
Neuroanestezjologia (neuroanestezja) stanowi gałąź nauki pokrewną neurochirurgii i anestezjologii, wyodrębioną ze względu na specyfikę prowadzenia znieczulenia w operacjach układu nerwowego.